# Морган Цвангирај
Морган Ричард Цвангирај (енгл. Morgan Richard Tsvangirai; Гуту, 10. март 1952 – Јоханезбург, 14. фебруар 2018) био је зимбабвеански политичар, синдикалист, борац за људска права, председник странке Покрет за демократске промене – Цвангирај и други премијер Зимбабвеа (од 2009. до 2013. године).

## Биографија
Рођен је у Гутуу, у тадашњој британској колонији Јужној Родезији, као најстарији од деветоро деце. Отац му је био зидар и тесар. Рано је напустио школу и запослио се у руднику, где је остао да ради 10 година. Успео се до положаја предрадника. Такође се укључио у синдикални покрет и био секретар кровног синдикалног удружења.
Када је 1980. коначно изборена независност Зимбабвеа, Морган је имао 28 година. Испрва је био велики присталица странке Афрички национални савез Зимбабвеа – Патриотски фронт, чији је вођа Роберт Мугабе, чак поставши један од најважнијих чланова странке. До 1989. је постао генерални секретар Конгреса синдиката Зимбабвеа.

### Опозиција
Међутим, када је Мугабе доспео на функцију председника Зимбабвеа и наредио одмазду над групом становништва у Матабелеланду, због сумње да су учествовали у припремању пуча под вођством Џошуе Нкомоа, Цвангирај се од њега полако удаљио.
Био је и председник Националне Уставотворне скупштине (НУС), организације састављене од разних удружења цивилног друштва, коју су водиле кампању за доношење новог устава Зимбабвеа.
Када је 1999. године основан Покрет за демократске промене, Морган је одступио као председник НУС-а. Ипак, ПЗДП и НУС повели су кампању којом је 2000. године одбијен уставни референдум предложен од стране Мугабеове владе.
Полиција га је хапсила 2000, 2003. и 2007. због сумњи за антидржавно деловање. Након пуштања из затвора 2007. непознати починиоци су га претукли, па је на неколико дана завршио у болници. Са многим западњачким државницима разговарао је о смени власти, а Европска унија је рекла да ће да призна владу само ако он буде премијер.
На председничким изборима марта 2008. у првом је кругу освојио 47%, а Мугабе 43% гласова. Пошто нико није освојио најмање 50% потребних, одржан је други круг у којем је надмоћно победио Мугабе. Цвангирај се повукао из другог круга избора због застрашивања.

### Премијер
Пошто је политичка криза у Зимбабвеу била неодржива, јужноафрички председник Табо Мбеки је од 22. јуна 2008. године организовао преговоре да се опозиционари Цвангирај и Артур Мутамбара укључе у владу. Компромис је постигнут септембра исте године, када су Мугабе, Цвангирај и Мутамбара у Харареу потписали споразум према којему Мугабе остаје председник, Цвангирај постаје премијер, а Мутамбара заменик премијера. Цвангирај је преузео функцију премијера 11. фебруара 2009. године.
Добитник је многих међународних признања. Био је ожењен али није имао деце.